# Сірвасте
Сірвасте (ест. Sirvaste) — село в Естонії, входить до складу волості Валґ'ярве, повіту Пилвамаа.